# Dülmen
Dülmen je německé město nacházející se v zemském okrese Coesfeld na severozápadě spolkové země Severní Porýní-Vestfálsko. K 31. prosinci 2014 v něm žilo 45 903 obyvatel.

## Geografie
Dülmen leží v jižní části vládního obvodu Münster. Jižním směrem protéká řeka Lippe, severně se rozkládá kopcovina Baumberge a na východě se vine tok Ems. Jižně je také lokalizovaný průmyslový region Porúří.

### Obvody
V důsledku reforem místní samosprávy v roce 1975 bylo město rozděleno na sedm obvodů:
- Dülmen
- Kirchspiel
- Buldern
- Hausdülmen
- Hiddingsel
- Merfeld
- Rorup

První zmínky o Merfeldu jsou datovány kolem roku 890 n. l. Součástí města se stal v roce 1975. Chovají se zde tzv. dülmenští poníci.

## Historie
První dochovaná zmínka je datována k roku 889 n. l., když byla vesnice pod názvem „Dulmenni“ uvedena jako majetek werdenského opatství. v roce 1115 byl jihozápadně od obce založen panovnický hrad „Haus Dülmen“. V roce 1299 hrabě Eberhard I. z Marky vesnici vyplenil.  V roce 1305 proto došlo k postavení hradební zdi s příkopem. Městská práva byla Dülmenu udělena 22. dubna roku 1311 společně s povolením trhu a hradeb. V letech 1328-1808 kontrolovali finance města každoročně volení dva starostové. Roku 1404 byla postavena radnice a roku 1414 městský špitál sv. Ducha. K hanzovnímu spolku se Dülmen připojil v roce 1470. Ve středověku Zůstal však součástí církevního knížectví Münsterského biskupství, suveréna v rámci Svaté říše římské. V roce 1498 bylo v nejstarším seznamu obyvatel zaznamenáno 288 domácností a 780 osob starších dvanácti let.
Roku 1803 se uskutečnila jeho mediatizace. Po krátké etapě v rukou rodu Croÿ, se město v roce 1811 dostalo pod francouzskou správu. Napoleonova porážka znamenala přechod města do držby pruské provincie Vestfálsko.

## Památky
- Farní kostel sv. Viktora - stavba otonského založení, rozšířena a přestavěna v gotickém slohu, v roce 1323 povýšena na kolegiátní chrám s kapitulním domem pro 12 kanovníků,
- Nonnenturm - Věž jeptišek bývalého městského opevnění
- Agnetenberg - klášter augustiniánek, založen roku 1457
- Marienburg - kartuziánský klášter ve Weddernu, jediný ve vestfálsku, založený v letech 1476-1477
- Zámek Dülmen - postaven roku 1823 pro knížecí rodinu Croÿ, užíván do roku 1945

## Osobnosti města
- bl. Anna Kateřina Emmerichová – augustiniánská řeholnice, mystička a vizionářka
- Franka Potente – herečka
- Jürgen Drews – umělec
- Hartmut Surmann – výzkumník v robotice
- Clemens Brentano – spisovatel, žijící v Dülmenu mezi lety 1819–1824
- Franz von Papen – politik, žijící v Dülmenu mezi lety 1918–1930

## Partnerská města
- Fehrbellin, Německo
- Charleville-Mézières, Francie

## Galerie

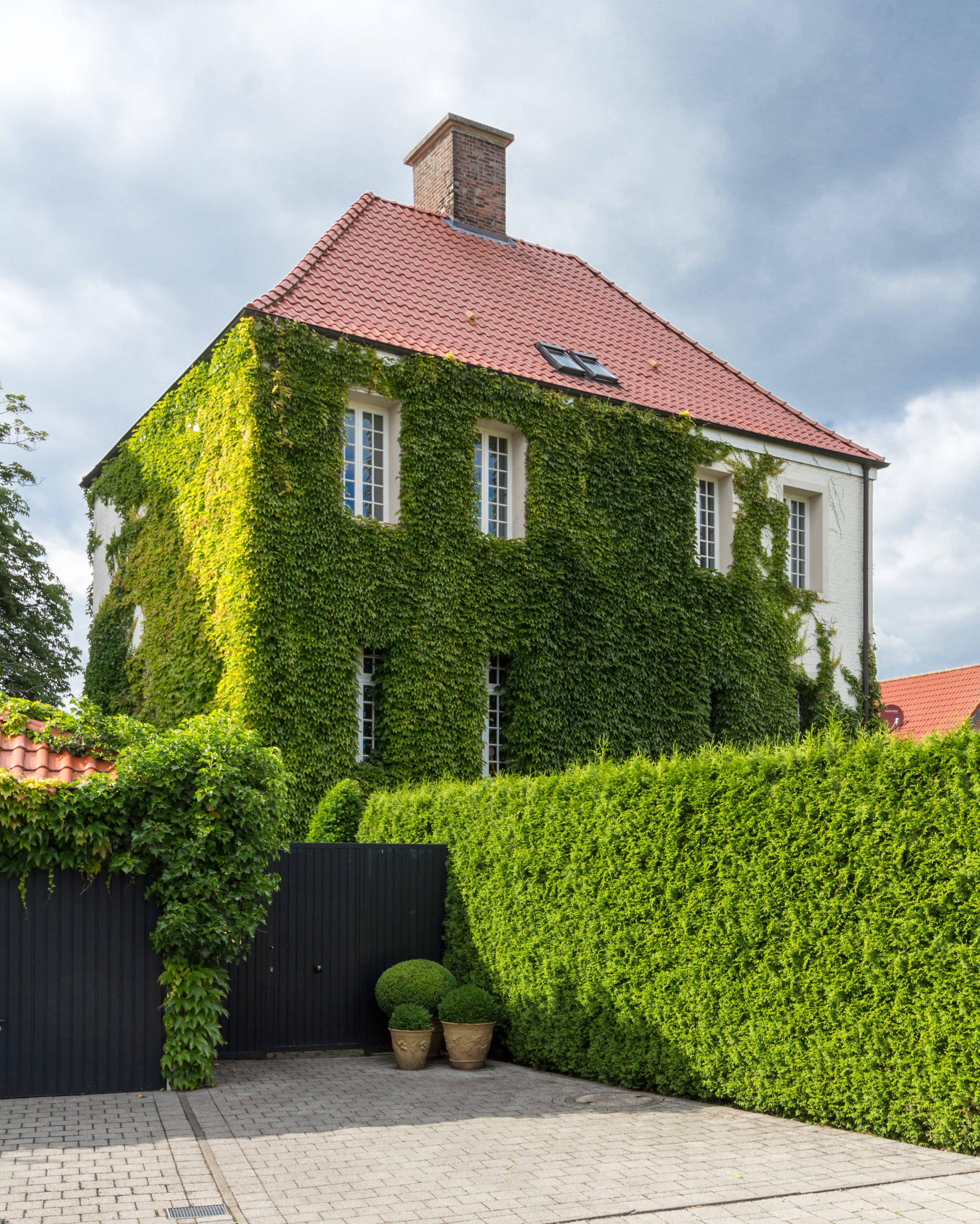
dům Osthoff
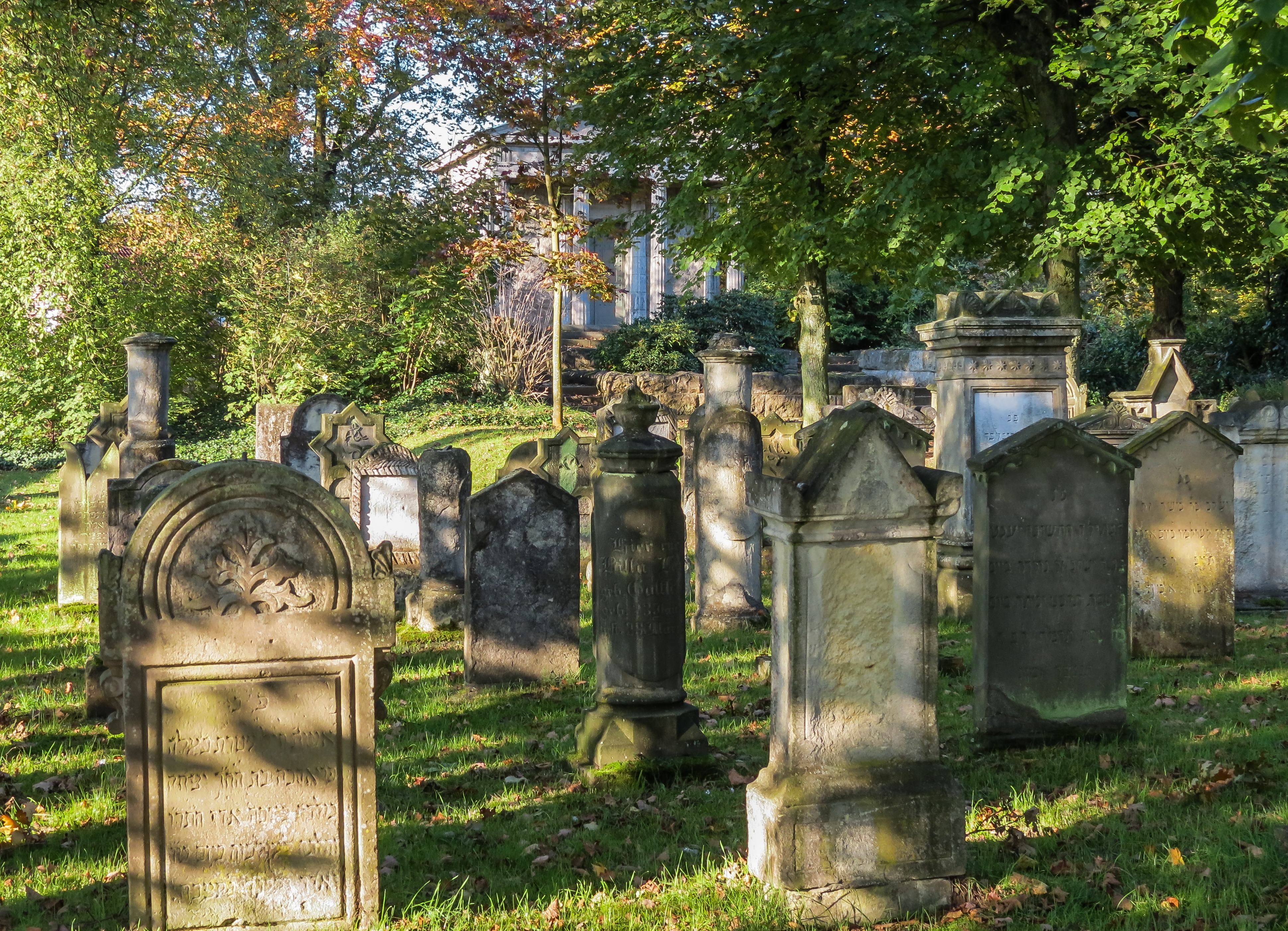
židovský hřbitov
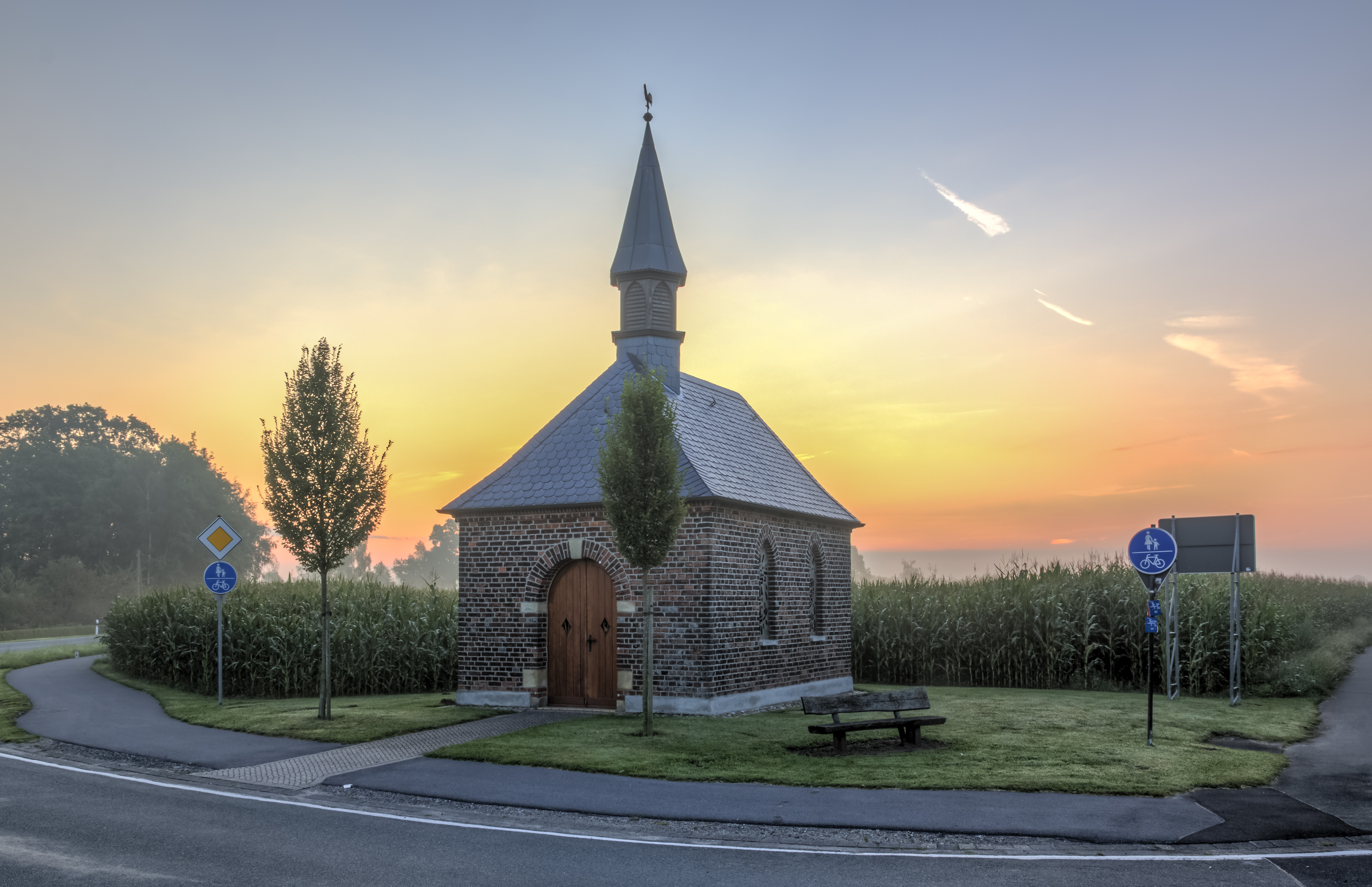
kaple sv. Jana Nepomuckého
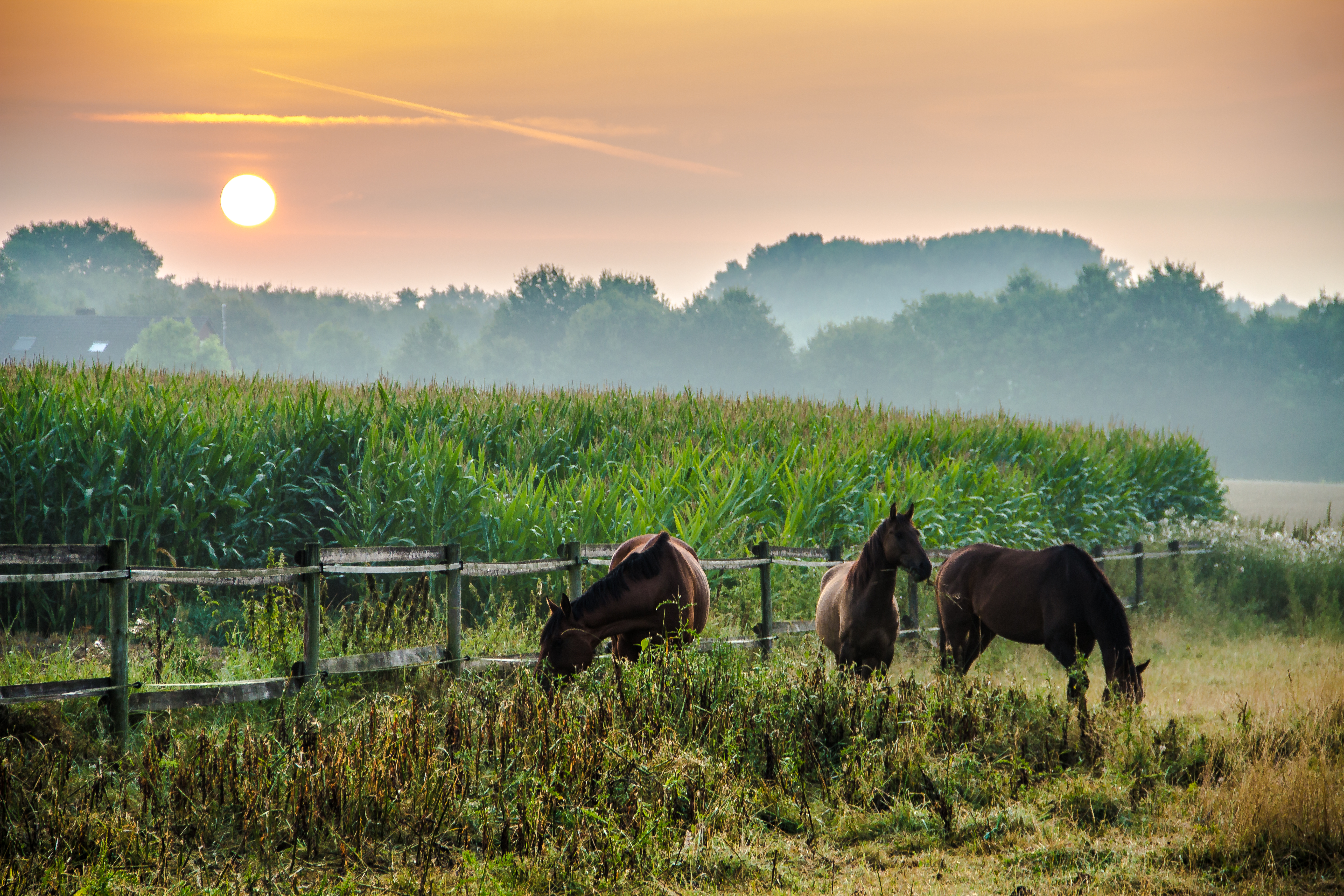
západ slunce